# Белорусская революционная организация
Белорусская революционная организация (бел. Беларуская рэвалюцыйная арганізацыя, БРА) — нелегальная революционно-демократическая организация национально-освободительного характера в Западной Беларуси в 1922—1923 годах. Выделилась в начале 1922 года из левого крыла Белорусской партии социалистов-революционеров и в июле 1922 года оформилась в самостоятельную организацию.
В ряде документов называлась Белорусская революционная партия, Белорусская коммунистическая партия. Территориальные организации БРА существовали в Вильнюсе, Новогрудке, Пружанах, Барановичах, Слониме, Несвиже, Новых Свенцянах, Лиде, Воложине, Свислочи, Волковыске и объединяли около 300 человек на момент 1923 года. Имела несколько сотен сочувствующих, организованных в группы. В ЦК БРА входили П. Корчик (И. К. Логинович), А. В. Канчевский, Л. И. Родзевич (А. Сталевич), A. Р. Капуцкий. Печатный орган — газета «Наш сцяг».
БРА стояла на позициях классовой борьбы, поддерживала диктатуру пролетариата, выступала за конфискацию помещичьей земли, социальное и национальное освобождение трудящихся, воссоединение Западной Беларуси с БССР. Имела влияние на крестьян, лесорубов, рабочих лесопильных заводов, революционно настроенную белорусскую интеллигенцию, которая в свое время активно участвовала в Октябрьской революции и гражданской войне. На политический облик БРА большое влияние оказывали успехи в хозяйственном и культурном развитии советской Беларуси. 3 самого начала своей деятельности БРА наладила тесную связь с коммунистами Вильнюса, находилась в постоянном контакте с ЦК Коммунистической рабочей партии Польши (КРПП). Своей программы не имела, полностью придерживалась решений II Съезда КРПП (1923).
Руководители и члены БРА принимали активное участие в предвыборной кампании в польский сейм в 1922, вели агитацию за кандидатов в депутаты от Коммунистической партии, проводили собрания и митинги, переводили на белорусский язык и распространяли избирательную литературу. БРА организовала 15 местных избирательных комитетов, которые после выборов стали выполнять функции секретариата Белорусского посольского клуба в сейме. После образования в октябре 1923 Коммунистической партии Западной Беларуси (КПЗБ) контакты между ЦК БРА и ЦК КПЗБ усилились. В конце 1923 состоялся ряд встреч и совместных заседаний членов ЦК КПЗБ С. Т. Миллера, С. А. Дубовика и секретаря Вильнюсского окружного комитета КПЗБ А. Буксгорна с руководителями БРА П. Корчиком, Канчевским, Родзевичем, на которых обсуждалась политика Коммунистической партии и отношения к ней БРА. От ЦК КПРП в этих встречах участвовал С. А. Мертенс.
Признав основные программные и тактические принципы Коммунистической партии, БРА на краевой конференции 30 декабря 1923 года в Вильнюсе приняла решение о самороспуске и вступлении в КПЗБ. В состав ЦК КПЗБ от БРА кооптирован П. Корчик, Канчевский, Капуцкий и Родзевич. Принятие БРА в состав КПЗБ утверждено ЦК КПЗБ и ЦК КПРП. О значении вхождения БРА в КПЗБ свидетельствует то, что в составе ЦК КПЗБ до сих пор не было ни одного человека, который бы свободно владел белорусским языком, знал жизнь крестьян, историю Беларуси.
По мнению П. Корчика, который оценивал объединение КПЗБ с БРА:

КПЗБ перестала быть организацией Белостока и Вильнюса, а стала действительно массовой партией, организующей широкие слои белорусского крестьянства на всей территории Западной БеларусиОригинальный текст (бел.)КПЗБ перастала быць арганізацыяй Беластока і Вільні, а стала сапраўды масавай партыяй, якая арганізуе шырокія пласты беларускага сялянства на ўсёй тэрыторыі Заходняй Беларусі